# 能力の社会的構成説
能力の社会的構成説とは、能力というのは社会的にあることにされているに過ぎず、仮想的なものであるという教育学における考え方である。
この考えの下では、能力があるから試験や選抜で選ばれるのではなく、試験や選抜で選ばれるものが能力があるとみなされるのだとされる。